# 黎明駅 (杭州市)
黎明駅（れいめいえき、中文表記: 黎明站）は中華人民共和国浙江省杭州市上城区に位置する杭州地下鉄4号線の駅。将来的には18号線の乗り入れも計画されている。

## 歴史
- 2022年2月21日：開業[1]。
- 2023年10月18日：18号線が着工[2]。

## 駅構造
島式ホーム1面2線を有する地下駅。

### のりば
| 番線   | 路線    | 行先               |
| ------ | ------- | ------------------ |
| 南方面 | ■ 4号線 | 火車東站・浦沿方面 |
| 西方面 | ■ 4号線 | 池華街方面         |

## 隣の駅
杭州地下鉄
■ 4号線
明石路駅 - 黎明駅 - 筧橋老街駅